# 2733 Гаміна
2733 Гаміна (2733 Hamina) — астероїд головного поясу, відкритий 22 лютого 1938 року.
Тіссеранів параметр щодо Юпітера — 3,526.